# Parafia św. Jana Chrzciciela w Leszczawie Dolnej
Parafia św. Jana Chrzciciela w Leszczawie Dolnej – parafia rzymskokatolicka znajdująca się w archidiecezji przemyskiej w dekanacie Bircza.

## Historia
Przed 1544 rokiem w Leszczawie Dolnej została erygowana parafia, którą w 1547 roku uposażył właściciel Leszczawy Jan z Humnisk Humnicki. Pierwszym proboszczem został ks. Tyburcjusz Borynowski. W 1647 roku pierwotny kościół drewniany był remontowany. W 1722 roku do parafii mającej 130 wiernych, należały: Leszczawa Dolna, Leszczawa Górna, Kotów, Leszczawka i Rudawka.
W 1739 roku zbudowano kolejny drewniany kościół, który w 1743 roku konsekrował bp Wacław Hieronim Sierakowski. W tym czasie do parafii należały: Leszczawa Górna, Leszczawka, Malawa, Brzeżawa, Łomna i Dobrzanka. W 1810 roku w parafii było 686 wiernych.
W latach 1933–1938 zbudowano obecny kościół murowany. W 1938 roku na terenie parafii było 1 774 wiernych, a także 4 569 grekokatolików i 161 Żydów. W czasie II wojny światowej stary kościół rozebrano. W latach 1950–1958 wykonano wyposażenie kościoła, który w 1958 roku został konsekrowany.
Na terenie parafii jest 998 wiernych (w tym: Leszczawa Dolna – 580, Leszczawa Górna – 56, Leszczawka – 362).
Proboszczowie parafii:
1810. ks. Franciszek Przonakiewicz CSsSH (administrator).
1811. o. Kazimierz Sagalski OP.
1817. o. Bernard Zachariasiewicz OFM (administrator).
1818. ks. Franciszek Przonakiewicz CSsSH (administrator).
1820–1831. ks. Jan Jandziński (administrator excuriendo z Birczy).
1832–1834. ks. Jan Mydło (administrator).
1835-1836. ks. Wincenty Padewicz (administrator).
1837–1902. ks. Stefan Stokłosiński (administrator w latach 1837–1840).
1902. ks. Jakub Błaszczak (administrator excuriendo z Hyżnego)..
1902–1908. ks. Stanisław Stankiewicz.
1909–1911. ks. Jan Gałuszka.
1912. ks. Kazimierz Smólski (administrator excuriendo z Birczy).
1915–1916. ks. Jan Konopka.
1916. ks. Stanisław Okoński (administrator excuriendo z Birczy).
1919–1948. ks. Andrzej Cząstka.
1952– ?. ks. Stanisław Chabałowski (administrator).
1960– ?. ks. Jan Markiewicz.
1998– ?. ks. Franciszek Czerniecki.

## Kościół filialny
W latach 1986–1989 w Leszczawce zbudowano murowany kościół filialny, według projektu arch. A. Piątka i M. Dwornikowskiego. W 1989 roku bp Ignacy Tokarczuk poświęcił kościół pw. Najświętszej Maryi Panny Królowej Pokoju. 2 lutego 2007 roku kościół został uszkodzony podczas pożaru.

## Duchowni pochodzący z terenu parafii
- ks. prał. Artur Janiec – dyrektor „Caritas” Archidiecezji Przemyskiej.